# رحلان كهربائي

رسم توضيحي للهجرة الكهربائية

رسم توضيحي للإعاقة التي تتعرض لها الهجرة الكهربائية

الاستشراد الكهربائي أو الهجرة الكهربائية أو الرحلان الكهربائي أو الهجرة الكهربية للمنطقة الشعرية (بالإنجليزية: Electrophoresis)‏ هو حركة الجسيمات المتشتتة بالنسبة لمائع تحت تأثير مجال كهربائي منتظم مكانياً.
لوحظت هذه الظاهرة الكهروحركية لأول مرة عام 1807 بواسطة الروسين (جامعة موسكو)،
الذي لاحظ أن تطبيق جهد كهربائي ثابت كان ينتج عنه هجرة جسيمات الصلصال المبعثرة في الماء. سبب ذلك يعود بشكل رئيسي إلى وجود واجهة مشحونة بين سطح الجسيم والمائع المحيط به.

## نظرية العمل

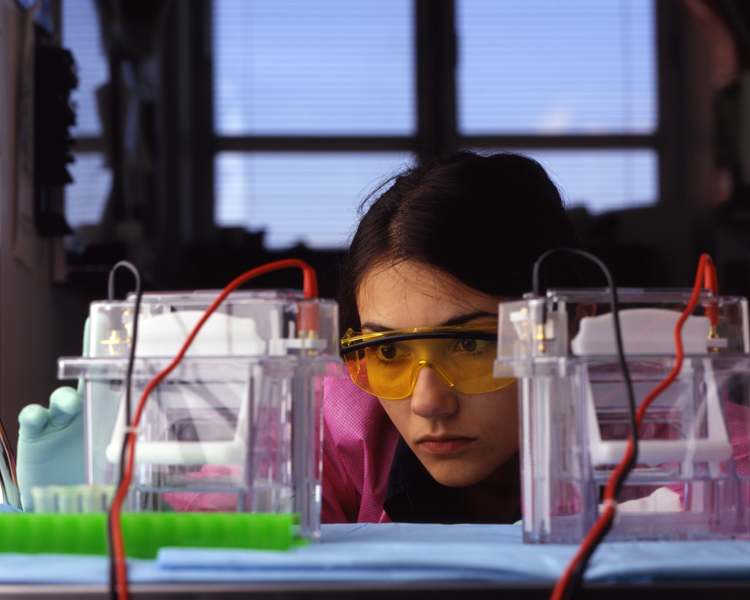
تظهر هذه الصورة فنياً يستعمل جهاز الرحلان الكهربائي لفصل البروتينات بواسطة الوزن الجزيئي.

تمتلك الجسيمات المبعثرة شحنة كهربائية سطحية (على سطحها)، بحيث يبذل المجال الكهربائي المسلط قوى شحنية كهروستاتيكية. وفقاً لنظرية الطبقة الثنائية، فإن جميع الشحنات السطحية في الموائع تحجب بواسطة طبقة ثنائية من الأيونات، والتي لها نفس القيمة ولكن بإشارة مخالفة لتلك الموجودة على السطح. فإن المجال الكهربائي يبذل قوة على الشحنات في الطبقة الثنائية التي لها اتجاه معاكس لتلك المطبقة على الشحنة السطحية. هذه القوة ليست مطبقة فعلاً على الجسيم وإنما على الأيونات في طبقة التشتت (الطبقة الثنائية) الواقعة على مسافة ما من سطح الجسيم، وجزء منها ينتقل في طريقه إلى سطح الجسيم عبر إجهاد لزج. يسمى هذا النوع من القوة بقوة إعاقة الهجرة الكهربائية.
إذا اعتبرنا أن هناك احتكاك هيدروديناميكي على الجسيمات المتحركة بسبب لزوجة المشتت، فإنه وفي حالة رقم رينولد صغير وشدة مجال كهربائي متوسطة E، تكون سرعة الجسيم المتشتت v ببساطة متناسبة مع المجال المطبق، بالتالي معرفة الانتقالية الرحلانية μe بالعلاقة:
{\displaystyle \mu _{e}={v \over E}.}

## تطبيقات
تستخدم تقنية الرحلان الكهربي لفصل المادة الوراثية (حمض نووي ريبوزي منقوص الأكسجين) أو (حمض نووي ريبوزي) أو لفصل البروتينات عن طريق تطبيق مجال كهربي في وسط هلامي، ويتم غالبا فصل المادة الوراثية بعد مضاعفتها ونتيجة وجود مجمل شحنة سالبة علي المادة الوراثية ترحل من القطب السالب الي القضب الموجب.[بحاجة لمصدر]

### عملية الفصل
يتم استخدام هلام عديد الأكريلاميد في عملية الفصل، ويتم اختيار تركيب ومثامية البوليمر طبقا لوزن وتركيب الهدف المطلوب تحليلة.و أيضآ يوجد أكثر من وسط يمكن أستخدامه مثل الوسط السيليلوزي ومادة الأغار جيل مثبت وموصل مع القطبين ومحلول بفري للحفاظ على نسبة الأس الهيدروجيني ph.

## وصلات خارجية
- List of relative mobilities